# De Gasparis (cràter)
De Gasparis és un cràter d'impacte que es troba a la part sud-oest de la Lluna, situat al sud-oest del cràter Cavendish i al sud de Mersenius.
La vora de De Gasparis està desgastada i erosionada, i l'interior ha estat inundat per lava basàltica. La vora externa que s'ha mantingut arriba a una altitud màxima d'aproximadament 0,8 km.

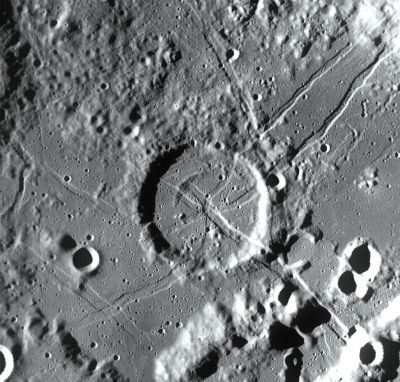
Fotografia de la missió LRO
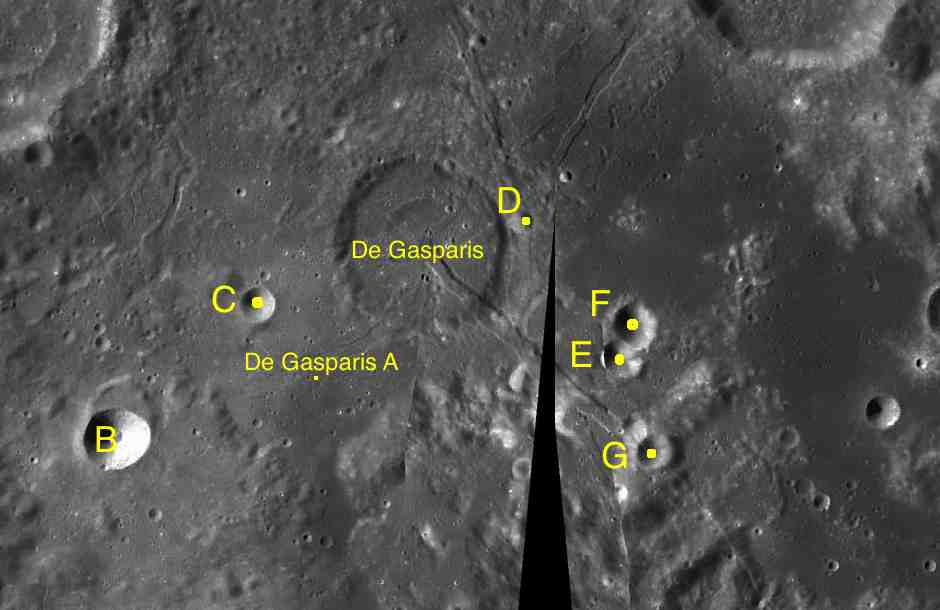
Cràters satèl·lit

Aquest cràter es caracteritza per la formació d'esquerdes que travessen el sòl i la superfície circumdant. Aquest sistema d'esquerdes a la superfície es designa Rimae de Gasparis, i cobreix una superfície d'uns 130 quilòmetres de diàmetre. Es creu que les fissures s'han creat a causa de falles tectòniques de profunditat situades sota la superfície. Travessen De Gasparis, cosa que indica que es van formar amb posterioritat al cràter.

## Cràters satèl·lit
Per convenció aquests elements són identificats en els mapes lunars posant la lletra en el costat del punt central del cràter que està més proper a De Gasparis.
| De Gasparis | Coordenades                          | Diàmetre |
| ----------- | ------------------------------------ | -------- |
| A           | 26° 42′ S, 51° 18′ O / 26.7°S,51.3°O | 37 km    |
| B           | 27° 00′ S, 52° 30′ O / 27.0°S,52.5°O | 12 km    |
| C           | 26° 18′ S, 51° 42′ O / 26.3°S,51.7°O | 6 km     |
| D           | 25° 42′ S, 50° 06′ O / 25.7°S,50.1°O | 4 km     |
| E           | 26° 24′ S, 49° 24′ O / 26.4°S,49.4°O | 7 km     |
| F           | 26° 18′ S, 49° 18′ O / 26.3°S,49.3°O | 8 km     |
| G           | 27° 00′ S, 49° 18′ O / 27.0°S,49.3°O | 6 km     |